# (9284) 1981 ED24
(9284) 1981 ED24 là một tiểu hành tinh vành đai chính. Nó được phát hiện bởi Schelte J. Bus ở Đài thiên văn Siding Spring gần Coonabarabran, New South Wales, Úc, ngày 7 tháng 3 năm 1981.